# Pheidole diakritos
Pheidole diakritos (лат.) — вид муравьёв рода Pheidole из подсемейства Myrmicinae (Formicidae). Мадагаскар. Видовое название происходит от греческого слова διακριτός (отчётливый), в связи с уникальным признаком явственных лобных долей и глубоких мест прикрепления усиков. Крупные рабочие (солдаты): внутренние гипостомальные зубцы широкие и округлые (внешние зубцы отсутствуют). Мелкие рабочие: проподеальные шипы и узелок петиоля длинные. Крупные рабочие (солдаты): ширина головы в среднем равна 1,7 мм, длина головы — 1,75 мм, длина скапуса — 0,85 мм. Мелкие рабочие: ширина головы 0,64 мм, длина головы — 0,73 мм, длина скапуса — 0,81 мм. Основная окраска темно-коричневая. Голова сетчатая. Всё тело покрыто отстоящими волосками. Стебелёк между грудкой и брюшком состоит из двух члеников: петиолюса и постпетиолюса (последний четко отделен от брюшка). Вид благодаря уникальным признакам выделен в отдельную группу видов Pheidole diakritos (крупные лобные доли, глубокие места прикрепления усиков, голова солдат прямоугольная, промезонотум короткий, угловатый и низкий). Вид был описан в 2020 году американским мирмекологом Брайаном Фишером (Калифорнийская академия наук, Сан-Франциско, США) и польским энтомологом Себастьяном Салатой (University of Wroclaw, Вроцлав, Польша).